# لاکشمی میتال
لاکشمی میتال، (به انگلیسی: Lakshmi Mittal) (متولد ۱۵ ژوئن ۱۹۵۰) میلیاردر هندی تبعه بریتانیا، رئیس بزرگ‌ترین شرکت فولاد جهان است، که با ثروت ۱۶٫۵ میلیارد دلار در جایگاه ششمین فرد ثروتمند جهان، قرار داشت . میتال متولد ۱۵ ژوئن سال ۱۹۵۰ در راجستان هندوستان است.
او مدیر ارشد اجرایی و مؤسس شرکت آرسلور میتال، از زمان ادغام، بوده‌است. در آوریل ۲۰۱۰ میتال به عنوان ثروتمندترین فرد در اروپا و در حال حاضر به عنوان ثروتمندترین فرد آسیایی‌تبار شناخته می‌شود. در سال ۲۰۰۶، ساندی تایمز او را تاجر سال ۲۰۰۶، مجله تایم وی را خبرسازترین فرد در سال ۲۰۰۶ و همچنین فایننشیال تایمز، میتال را به عنوان مرد سال انتخاب کرد. در سال ۲۰۰۷ او عنوان یکی از ۱۰۰ فرد تأثیرگذار جهان را، از مجله تایم دریافت کرد.
او هم‌اکنون به عنوان مدیر غیراجرایی گلدمن ساکس شرکت ای‌ای‌دی‌اس بانک آی‌سی‌آی‌سی‌آی (بزرگترین بانک خصوصی هند) و نایب رئیس مجمع جهانی فولاد نیز مشغول به کار است.
میتال عضو شورای سرمایه‌گذاری خارجی در قزاقستان، شورای بین‌المللی سرمایه‌گذاری در آفریقای جنوبی، شورای بین‌المللی تجارت مجمع جهانی اقتصاد و کمیته اجرایی مؤسسه فولاد نیز می‌باشد. او عضو هیئت علمی دانشگاه مدیریت کلاگ دانشگاه نورت‌وسترن و کلینیک کلیولند نیز می‌باشد.

## زندگی و حرفه
لاکشمی نارایان میتال، در خانواده‌ای هندی اهل کسب و کار بزرگ شده و در کالج سنت خاویر کلکته در رشته تجارت تحصیل کرده‌است. او فعالیت‌های تجاری‌اش را با کار در کسب و کار فولادسازی خانوادگی‌اش در هندوستان شروع کرد.
در سال ۱۹۷۶ زمانی که خانواده‌اش تجارت فولاد خود را راه‌اندازی کردند، او تصمیم به تأسیس بخشی بین‌المللی در شرکت برای خود کرد. لاکشمی این کار را با خرید کارخانه‌ای کهنه و از کارافتاده در اندونزی شروع کرد. کمی‌بعد از آن، او با دختر یک وام‌دهنده ثروتمند ازدواج کرد.
در سال ۱۹۹۴ میتال، برای اینکه از پدر، مادر و برادرانش متمایز باشد، از شرکت خانوادگی‌شان، جدا شد و کسب‌وکار بین‌المللی فولاد خودش را، با نام میتال راه انداخت.

## زندگی شخصی

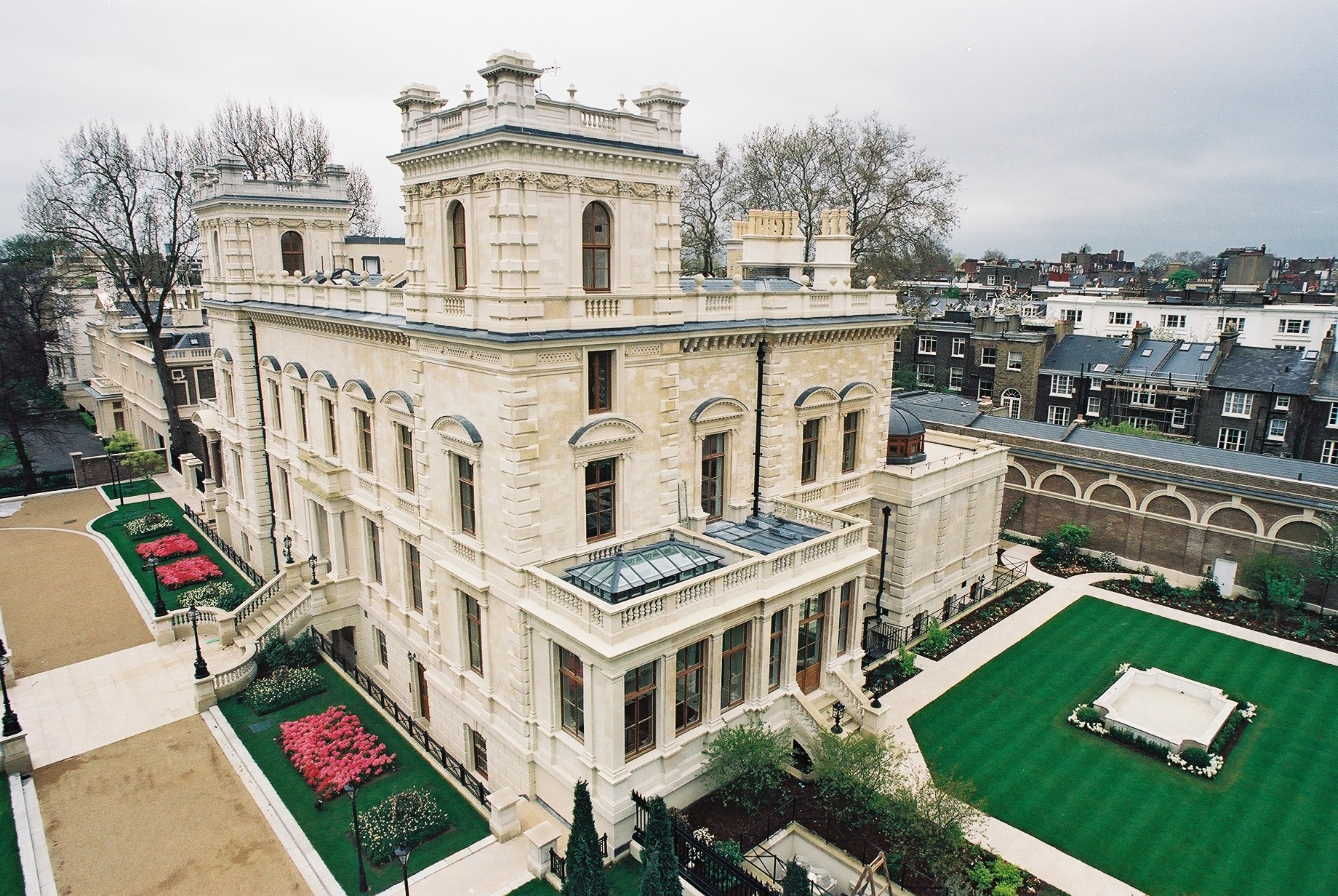
منزل لاکشمی میتال

محل اقامت لاکشمی میتال در خیابان کنزینگتون پالاس گاردنز واقع در شهر لندن می‌باشد، که در سال ۲۰۰۴ آن را با مبلغ ۱۲۸ میلیون دلار، از رئیس مسابقات فرمول یک، برنی اکلستون خریداری کرده‌است.
این عمارت در زمان خود، گران‌ترین خانه مسکونی جهان، محسوب می‌شد. این خانه دارای ۱۲ اتاق، استخر سرپوشیده، حمام ترکی و پارکینگی با گنجایش ۲۰ خودرو می‌باشد.
میتال دارای یک پسر و یک دختر است. پسر او آدیتیا میتال در سال ۱۹۹۷ به گروه آرسلور میتال پیوست و نقش‌های متعدد مدیریتی ایفا کرد و هم‌اکنون علاوه بر آن که مدیر ارشد مالی مجموعه است، بخش ادغام و مالکیت‌ها نیز زیر نظر او اداره می‌شود. استراتژی آدیتیا در تعیین مالکیت‌های شرکت منجر به گسترش میتال در اروپای مرکزی، آفریقا و قاره آمریکا شده‌است.
آرسلور میتال یک شرکت خانوادگی است. لاکشمی مدیرعامل و رییس هیئت مدیره و آدیتیا عضو هیئت مدیره و مدیر امور مالی است. لاکشمی معتقد است دوسوم کسب‌وکارهای موفق دنیا، تحت کنترل خانوادگی اداره می‌شوند.

## شرکت فولاد میتال
میتال بیش از ۳۰ سال تجربه کار، در صنعت فولاد و صنایع مرتبط به آن را دارد. او شرکت فولاد میتال را، در سال ۱۹۷۶ تأسیس کرده و از آن زمان، مسئول توسعه کسب و کارش بوده‌است. شرکت فولاد میتال، یک تولیدکننده فولاد در سطح جهانی است، که در ۱۴ کشور جهان، با ۱۵۰٫۰۰۰ کارمند، فعالیت می‌کند. شرکت میتال بزرگترین شرکت تولید فولاد، با حمل ۴۲٫۱ تن فولاد و سود بیش از ۲۲ میلیارد دلار در سال ۲۰۰۴ بود.
شرکت فولاد میتال در سال ۲۰۰۶ بزرگترین رقیبش در بازار جهانی فولاد یعنی شرکت آرسلور را خریداری کرد، با ادغام دو شرکت، گروه آرسلور میتال تأسیس شد.
امروزه شرکت آرسلورمیتال، بزرگترین تولیدکننده فولاد در جهان می‌باشد، که تولید فولاد خام آن، در سال ۲۰۱۱ معادل ۹۷،۲ میلیون تن برآورد شده‌است. در سال ۲۰۱۲ شرکت آرسلور میتال، در فهرست فورچون جهانی ۵۰۰ در رتبه ۷۰ از بزرگترین شرکت‌های جهان، قرار گرفت.

## آرسلور میتال
شرکت آرسلور میتال با بیش از ۲۸۱ هزار کارمند در بیش از ۶۰ کشور، بزرگترین شرکت فولاد جهان به‌شمار می‌رود. این شرکت از ادغام شرکت آرسلور و شرکت فولاد میتال در سال ۲۰۰۶ شکل گرفت و در سال ۲۰۰۹ در جایگاه بیست و هشتم در فهرست فورچون جهانی ۵۰۰ قرار گرفته‌است. آرسلور میتال در تهیه فولاد برای اکثر بازارهای عمده جهانی، از جمله صنایع خودروسازی، ساختمان‌سازی، لوازم خانه و بسته‌بندی، پیشتاز است.

## سوابق ایمنی مشکوک
به‌رغم تمام موفقیت‌های لاکشمی میتال، کارکنان شرکتش او را پس از کشته شدن چند تن از کارکنان در معدن، متهم به برده‌داری کردند. در ماه دسامبر سال ۲۰۰۴، به خاطر انفجار معادن میتال، در قزاقستان، که به خاطر اشتباهِ دستگاه ردیاب، رخ داده بود، شمار ۲۳ کارگر معدن، جان خود را از دست دادند.

## سرمایه‌گذاری در ورزش
لاکشمی میتال پس از اینکه هندوستان در بازی‌های المپیک تابستانی ۲۰۰۰، تنها یک مدال برنز و در بازی‌های المپیک تابستانی ۲۰۰۴ یک مدال نقره دریافت کرد، تصمیم گرفت، شرکت میتال چامپیون تراست را، با سرمایه ۹ میلیون دلار و به‌منظور حمایت از ۱۰ ورزشکار هندی با پتانسیل رشد خوب، راه‌اندازی کند.
او در سال ۲۰۰۸ به دلیل اینکه هندوستان اولین مدال طلای خود را در المپیک کسب کرده بود، جایزه آبیندا بیندرا را دریافت کرد.
وی همچنین مالک باشگاه فوتبال ویگان اتلتیک و سپس باشگاه فوتبال اورتون در لیگ برتر بریتانیا، بود، که هر دو باشگاه را پس از مدتی کوتاه، به‌فروش گذاشت. وی در تاریخ ۲۰ دسامبر ۲۰۰۸ میلادی ۲۰٪ درصد از سهام باشگاه فوتبال کویینز پارک رنجرز را خریداری نمود.